# Callionymus oxycephalus
Callionymus oxycephalus, tên thông thường là đàn lia gai Biển Đỏ, là một loài cá biển thuộc chi Callionymus trong họ Cá đàn lia. Loài này được mô tả lần đầu tiên vào năm 1980.

## Phân bố và môi trường sống
C. oxycephalus là một loài đặc hữu của Biển Đỏ.